# 瓦拉甘·薩瓦功
瓦拉甘·薩瓦功（羅馬化：Varakorn Sawasakorn，1992年9月12日—），小名Chap，現為泰國第7電視台旗下藝人。代表作有《技工新娘》。

## 生平
Chap於1992年9月12日出生於泰國呵叻府。高中於德國就讀，大學畢業於蘭實大學的傳播藝術學院。

## 演藝經歷
Chap剛出道時拍攝了許多雜誌與廣告作品，直至2013年與泰國第3電視台旗下的製作公司TV Scence簽約，開啟他的演員生涯。
2016年Chap與TV Scence的合約到期後，於隔年與泰國第7電視台簽約，並出演了他在7台的第一部電視劇《情牽兩界》，在劇中飾演Kornrawee一角。
2018年與女星珂瑞塔·桑薩歐帕（Chingching）主演浪漫愛情劇《技工新娘》後人氣上升。

## 個人生活

### 感情
女友為演員阿緹查楠·斯里瑟沃（Ice）。

## 影視作品

### 電視劇
| 首播年份 | 戲名                          | 戲名   | 播放平台    | 角色             | 備註                |
| 首播年份 | 譯名                          | 原文名 | 播放平台    | 角色             | 備註                |
| 2012年   | 《我親愛的冒牌老公》          |        | Ch3Thailand |                  | 客串 (第14集)       |
| 2013年   | 《丈夫2013》                  |        | Ch3Thailand | Sakan Chuatarat  | 配角                |
| 2015年   | 《愛的奇蹟超越國界/真愛天涯》 |        | Ch3Thailand | Chris / Pasuta   | 配角                |
| 2015年   | 《舞動麒跡》                  |        | Ch3Thailand |                  | 客串                |
| 2016年   | 《情雨霏霏》                  |        | Ch3Thailand |                  | 配角                |
| 2017年   | 《情牽兩界》                  |        | Ch7HD       | Kornrawee        | 主演                |
| 2017年   | 《Wakhwam Tam Rak》           |        | Ch7HD       |                  | 主演                |
| 2018年   | 《技工新娘》                  |        | Ch7HD       | Phuphat          | 主演                |
| 2018年   | 《情猶注定》                  |        | Ch3Thailand | Ohm              | 配角                |
| 2018年   | 《寒夜星暖》                  |        | Ch7HD       | Songpol （Pol）  | 配角                |
| 2019年   | 《邪魅天使》                  |        | Ch7HD       | Sanguansak       | 配角                |
| 2019年   | 《代嫁新娘》                  |        | Ch7HD       | Thanupat （Pat） | 主演                |
| 2020年   | 《鰥夫奶爸》                  |        | Ch7HD       | Panu             | 主演                |
| 2020年   | 《影子功德》                  |        | Ch7HD       | Inspector Kacha  | 配角                |
| 2021年   | 《女村長》                    |        | Ch7HD       | Deputy Thanop    | 主演                |
| 2021年   | 《稻穀女神》                  |        | Ch3Thailand | Kitti            | 配角 （2015年拍攝） |
| 2021年   | 《權杖》                      |        | Ch7HD       | Nirandorn        | 配角                |
| 2022年   | 《橘子小姐2022》              |        | Ch7HD       | Sila Thanyasit   | 主演                |
| 2023年   | 《猶如天陽消逝》              |        | Ch7HD       | Pokchat          | 主演                |
| 待公布   | 《最終盜劫》                  |        | Ch7HD       |                  | 配角                |

## 外部連結
- 瓦拉甘·薩瓦功於Channel 7的簡介 （页面存档备份，存于）（泰文）
- 瓦拉甘·薩瓦功的Instagram帳戶（泰文）
- 瓦拉甘·薩瓦功的X（前Twitter）（泰文）